# Dideoides ovatus
Dideoides ovatus är en tvåvingeart som beskrevs av Enrico Adelelmo Brunetti 1908. Dideoides ovatus ingår i släktet Dideoides och familjen blomflugor. Inga underarter finns listade i Catalogue of Life.